# Arbre à spaghetti

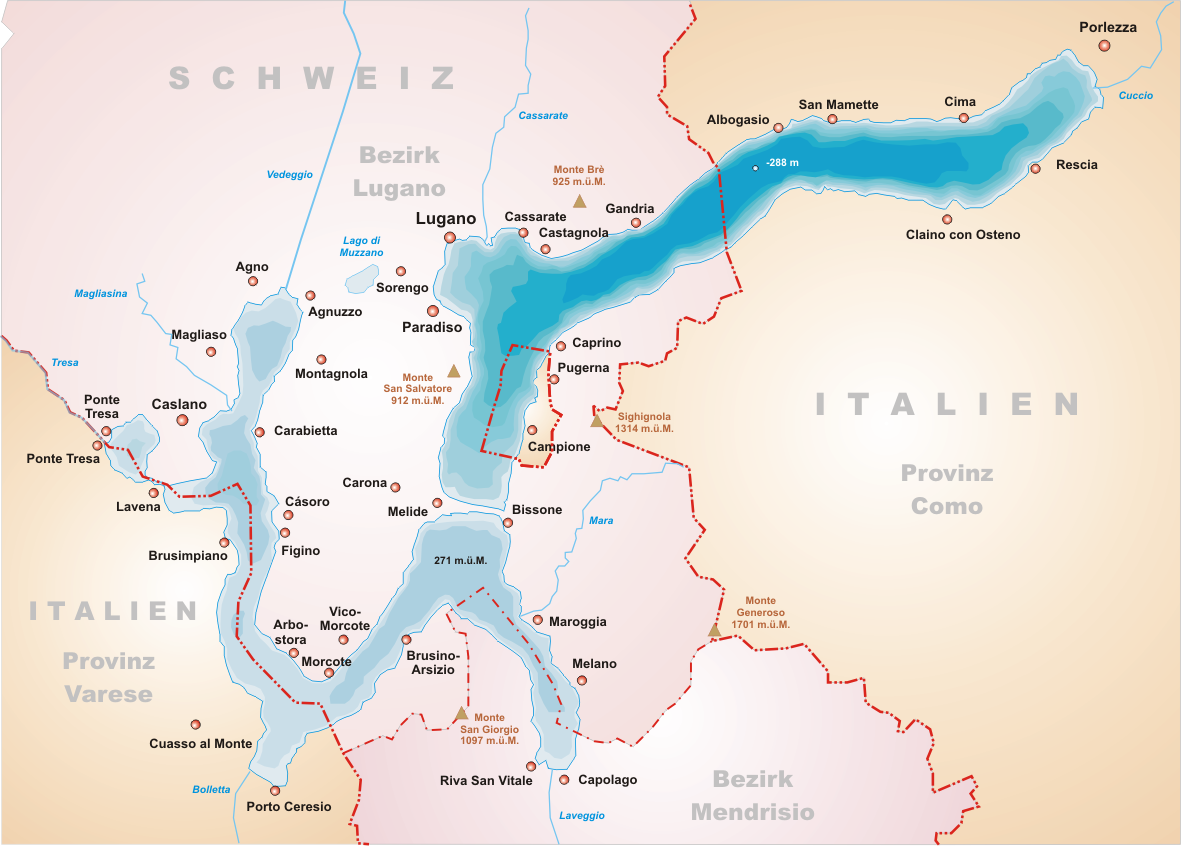
Carte du lac de Lugano, à cheval sur la Suisse (canton du Tessin) et l'Italie (provinces de Côme pour la partie orientale, et de Varèse, pour une rive de la partie occidentale).

L'arbre à spaghettis est un arbre de fiction ayant donné lieu à un canular, diffusé le 1er avril 1957 par la BBC, sous la forme d'un reportage de trois minutes, dans le cadre de l'émission d'actualités Panorama, en guise de poisson d'avril (April Fool's Day au Royaume-Uni).

## Reportage
Le reportage racontait que, cette année-là, dans la région du lac de Lugano, en Suisse, la récolte du spaghetti avait été particulièrement abondante en raison d'un hiver plutôt doux et de « la quasi-disparition du charançon du spaghetti ». La pellicule montrait des images d'un « festival de la récolte » traditionnel ainsi qu'une discussion sur l'hybridation d'arbres nécessaire pour obtenir des spaghettis de longueur « parfaite ».
L'apparence de sérieux du reportage fut renforcée par le recours à la voix hors-champ de Richard Dimbleby, chroniqueur et commentateur très respecté de la radio et de la télévision britannique au cours des deux décennies précédentes.
L'invraisemblance de la situation fut amoindrie par le fait que, durant les années 1950, les pâtes n'étaient pas un aliment courant au Royaume-Uni. À l'époque, en effet, elles étaient surtout commercialisées sous forme de boîtes de conserve, et directement cuisinées avec de la sauce tomate, et de nombreux Britanniques les considéraient comme une sorte de délice exotique.
Une partie du reportage fut tournée à St Albans, dans le Hertfordshire, dans les locaux de l'usine, Pasta Foods, située sur la route de Londres et aujourd'hui désaffectée. Une autre séquence du reportage fut, quant à elle, filmée dans un hôtel suisse et aux alentours.
La paternité de l'idée de base du reportage revient à l'un des cadreurs de Panorama, Charles de Jaeger, qui se souvenait, plusieurs décennies après sa sortie de l'école, avoir été tourné en ridicule, durant sa scolarité à Vienne, en Autriche, avec l'ensemble de ses camarades de classe, par un enseignant qui leur aurait reproché d'être susceptibles de croire que les spaghettis pourraient pousser dans les arbres.
Une bonne douzaine d'années après être entré à la BBC et longtemps après avoir quitté l'Autriche, Charles de Jaeger, apparemment marqué par l'incident de son enfance, soumit l'idée à David Wheeler, producteur de Panorama, qui approuva le postulat du canular et en élabora le scénario. L'idée fut ensuite soumise au jeune Michael Peacock, qui participait, depuis 1955, à la production de l'émission, et à Richard Dimbleby, qui assurait le commentaire de nombreux reportages et qui, tous deux, acceptèrent de jouer le jeu.

## Réception

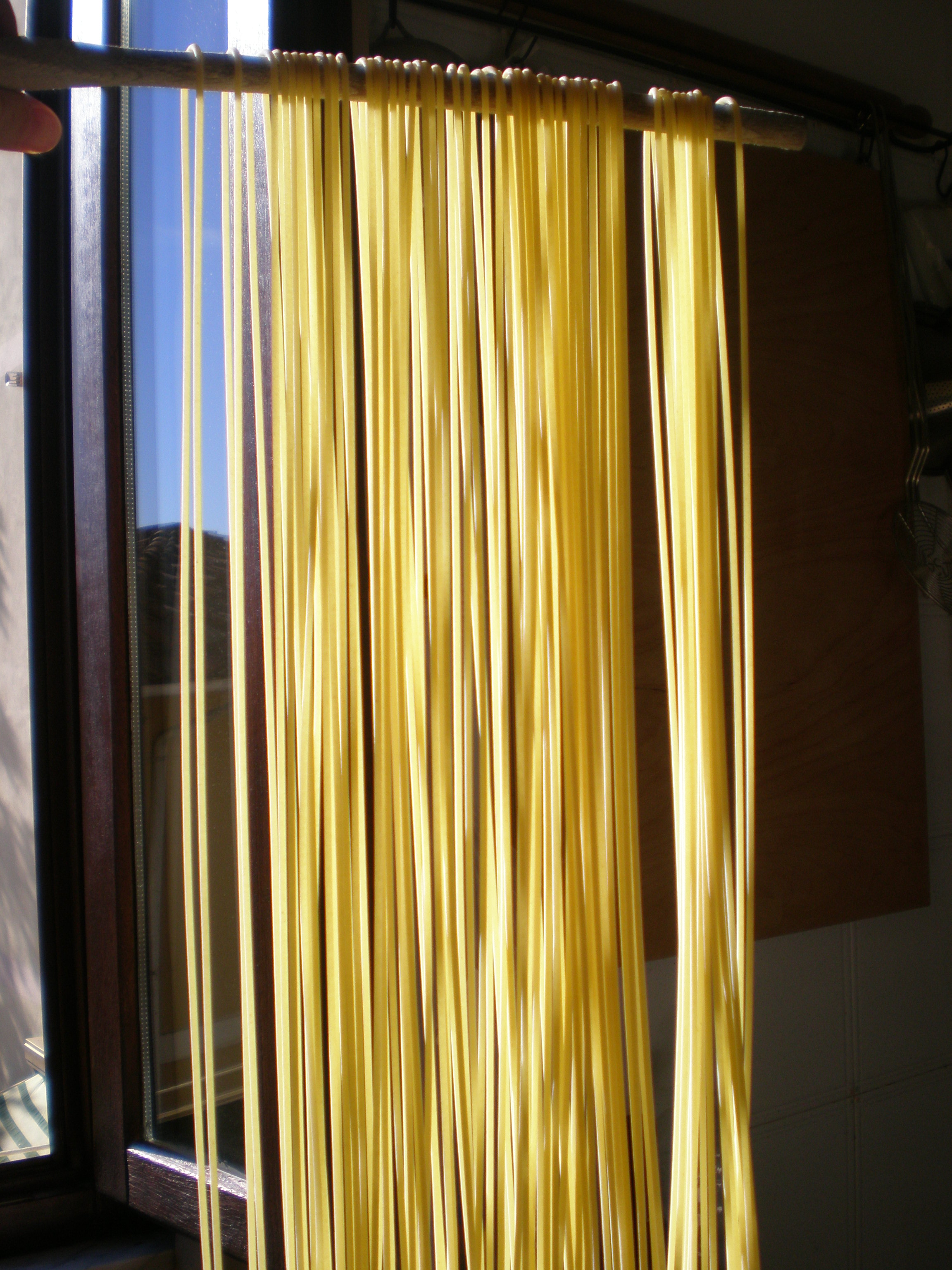
Spaghettoni en train de sécher.

Environ 8 millions de personnes ont regardé le programme le 1er avril. Le lendemain et les jours suivants, plusieurs centaines de téléspectateurs téléphonèrent à la BBC, soit pour s'interroger sur la véracité de l'histoire, soit pour demander plus d'information sur la culture de l'arbre à spaghettis et les moyens de le planter. La BBC leur répondait : « Placez un morceau de spaghetti dans de la sauce tomate et soyez optimistes ».
Dans la nécrologie de Jaeger, mort à Londres le 19 mai 2000, Ian Jacob (alors director general de la BBC), écrit avoir dit à Leonard Miall, chef de la section de télévision de la BBC, « Quand j'ai vu cette émission-là, j'ai dit à ma femme  : « Je ne pense pas que le spaghetti pousse sur les arbres », donc nous l'avons cherché dans l'Encyclopædia Britannica. Vous savez, Miall, l'Encyclopædia Britannica ne mentionne même pas le spaghetti. »
Au-delà de la farce commise cette année-là, David Wheeler assurait, 47 ans après les faits, en 2004, que  la plaisanterie pouvait aussi inciter le téléspectateur à rester prudent dans l'appréhension des faits et images présentés sur le petit écran et à exercer son esprit critique : « It was a good idea for people to be aware they couldn't believe everything they saw on the television and that they ought to adopt a slightly critical attitude to it. »